# La Poupée (film, 1919)
Pour plus de détails, voir Fiche technique et Distribution.
La Poupée (Die Puppe) est un film allemand réalisé par Ernst Lubitsch, sorti en 1919.

## Synopsis
L'oncle de Lancelot, baron, fait pression sur lui pour qu’il se marie mais Lancelot a peur des femmes. Il décide de tromper son oncle en épousant une poupée mécanique réaliste à la place.

## Fiche technique
- Titre français : La Poupée
- Titre original : Die Puppe
- Réalisation : Ernst Lubitsch
- Scénario : Ernst Lubitsch et Hanns Kräly d'après Der Sandmann d'Ernst Theodor Amadeus Hoffmann et l'opérette La Poupée d'Edmond Audran, Maurice Ordonneau et Alfred Maria Willner
- Direction artistique : Kurt Richter
- Photographie : Theodor Sparkuhl et Kurt Waschneck
- Pays d'origine : République de Weimar
- Format : Noir et blanc - 1,33:1 - Film muet
- Date de sortie : 1919

## Distribution
- Ossi Oswalda : Ossi - la fille du fabricant de poupée
- Victor Janson : Hilarius, Le fabricant de poupée
- Max Kronert : Baron von Chauterelle
- Hermann Thimig : Lancelot - le neveu du baron
- Marga Köhler (de) : Mme Hilarius - la femme du fabricant de poupée
- Gerhard Ritterband (en) : L'apprenti
- Jakob Tiedtke : l'homme d'église
- Josefine Dora : Amme von Lancelot
- Paul Morgan
- Ernst Lubitsch : Directeur dans le prologue (non crédité)